# Felice Borda
Felice Vittorio Placido Vincenzo Giuseppe Maria Borda (Torino, 5 ottobre 1889 – Torino, 14 agosto 1921) è stato un arbitro di calcio italiano.

## Biografia
Tesserato per la Juventus, giocò alcune partite nella seconda squadra come portiere.

## Arbitro
Iniziò ad arbitrare le categorie inferiori all'inizio della stagione 1911-1912, a disposizione del Comitato Regionale Piemontese; in seguito esordì in Prima Categoria a fine campionato 1911-1912, dirigendo il 12 maggio 1912 Andrea Doria-Piemonte (8-0).
Continuò ad arbitrare nella massima serie italiana fino alla stagione 1914-1915 e, malgrado fosse già stato chiamato alle armi, arbitrò anche due partite della Coppa Federale (Genoa-Savona 13-0 del 26 dicembre e Genoa-Milan 2-1 del 2 aprile 1916).
Non tornò ad arbitrare dopo la fine del conflitto mondiale.

## In guerra
Partecipò al conflitto mondiale quale ufficiale degli alpini.

Fu decorato quale sottotenente con la medaglia d'argento al valor militare con la seguente motivazione: